# 上米斯帕克
上米斯帕克（法語：Muespach-le-Haut，发音：[myspak lə o] 或 [myspax lə o]；德语：Obermüspach）是法国上莱茵省的一个市镇，位于该省东南部，属于阿尔特基什区和阿尔特基什县（Altkirch）。该市镇总面积6.91平方公里，2009年时的人口为998人。

## 人口
上米斯帕克人口变化图示